# Alice Pearce
Alice Pearce (New York, 16 ottobre 1917 – Hollywood, 3 marzo 1966) è stata un'attrice statunitense.

## Biografia
Nativa di New York, Alice Pearce trascorse l'infanzia in Europa e studiò in Belgio, Francia, Italia. All'età di 15 anni ritornò negli Stati Uniti, dove iniziò la carriera artistica nei night-club.
All'inizio degli anni quaranta conobbe il compositore John Rox, che sposò nel 1948. Rox morirà per un infarto nel 1957.
Nel 1944 apparve a Broadway nel musical On the Town, al fianco di Gene Kelly, il quale rimase così impressionato dalla giovane attrice che la volle nel cast di Un giorno a New York, trasposizione cinematografica del musical, girata nel 1949. La Pierce vi interpretò il ruolo di Lucy Schmeeler, l'amica bruttina che condivide l'appartamento con Brunhilde Esterhazy (Betty Garrett), la tassista corteggiata dal marinaio Chip (Frank Sinatra) durante una licenza di 24 ore a New York. Nello stesso anno la Pierce condusse un varietà intitolato The Alice Pearce Show.
Nel 1964, dopo essersi risposata con il direttore artistico Paul Davis, venne scritturata per il ruolo di Gladys Kravitz nella serie televisiva Vita da strega. Tuttavia, qualche tempo prima di iniziare le prime riprese della serie, scoprì di essersi ammalata di cancro alle ovaie. Alla sottoscrizione del contratto con la ABC, la Pierce non rivelò il suo stato di salute, ma già durante la seconda stagione dello show, sul finire delle riprese, dovette abbandonare il set per l'aggravarsi della malattia. Il suo posto venne in seguito preso da Sandra Gould.
Alice Pearce morì al Cedars of Lebanon Hospital di Hollywood (California) il 3 marzo 1966, all'età di soli 48 anni, a causa di un cancro alle ovaie. Il suo corpo venne cremato e le ceneri disperse in mare.

## Filmografia

### Cinema
- Un giorno a New York (On the Town), regia di Gene Kelly e Stanley Donen (1949)
- The Belle of New York, regia di Charles Walters (1952)
- Scandalo al collegio (How to Be Very, Very Popular), regia di Nunnally Johnson (1955)
- Sesso debole? (The Opposite Sex), regia di David Miller (1956)
- Laddy alla riscossa (Lad: a Dog), regia di Aram Avakian e Leslie H. Martinson (1962)
- I miei sei amori (My Six Loves), regia di Gower Champion (1963)
- Il sole nella stanza (Tammy and the Doctor), regia di Harry Keller (1963)
- Quel certo non so che (The Thrill of It All), regia di Norman Jewison (1963)
- Tre donne per uno scapolo (Dear Heart), regia di Delbert Mann (1964)
- Pazzi, pupe e pillole (The Disorderly Orderly), regia di Frank Tashlin (1964)
- Baciami, stupido (Kiss Me, Stupid), regia di Billy Wilder (1964)
- Erasmo il lentigginoso (Dear Brigitte), regia di Henry Koster (1965)
- Febbre sulla città (Bus Riley's Back in Town), regia di Harvey Hart (1965)
- La mia spia di mezzanotte (The Glass Bottom Boat), regia di Frank Tashlin (1966)

### Televisione
- Lux Video Theatre – serie TV, 1 episodio (1951)
- Goodyear Television Playhouse – serie TV, 1 episodio (1951)
- Studio One – serie TV, 1 episodio (1955)
- Kraft Television Theatre – serie Tv, 1 episodio (1955)
- Ai confini della realtà (The Twilight Zone) – serie TV, 1 episodio (1961)
- General Electric Theater – serie TV, episodio 10x31 (1962)
- The Donna Reed Show – serie TV, 1 episodio (1963)
- L'ora di Hitchcock (The Alfred Hitchcock Hour) – serie TV, 1 episodio (1963)
- Vita da strega (Bewitched) – serie TV, 27 episodi (1964-1966)

## Doppiatrici italiane
- Wanda Tettoni in Il sole nella stanza, Pazzi, pupe e pillole
- Zoe Incrocci in Un giorno a New York
- Rina Morelli in Sesso debole?
- Angiolina Quinterno in Vita da strega